# ФК «Черноморец» Одесса в сезоне 2013/2014
Сезон 2013—2014 годов стал для ФК «Черноморец» Одесса 23-м в чемпионатах и розыгрышах кубка Украины, а также 76-м со дня основания футбольного клуба. Это был 19-й сезон команды в высшем дивизионе чемпионата Украины и 5-й в Премьер-лиге Украины. Это первый сезон, с момента участия команды в соревнованиях независимой Украины (с 1992 г.), когда «моряки» играли параллельно в четырёх турнирах — суперкубок, кубок и чемпионат Украины, а также Лига Европы УЕФА. В этих соревнованиях команда провела 47 официальных матчей, установив тем самым рекорд по количеству сыгранных «Черноморцем» официальных матчей за один сезон.

## Клуб

### Тренерский штаб
|                                    | \| Должность \| Имя \| \| ---------------------------------- \| ----------------------- \| \| Главный тренер \| Роман Григорчук \| \| Тренер \| Михаил Савка \| \| Тренер \| Степан Матвиив \| \| Тренер \| Валерий Поркуян \| \| Тренер вратарей \| Андрей Глущенко \| \| Старший тренер молодёжного состава \| Виктор Гришко \| \| Тренер команды U-19 \| Александр Бабич[7] \| \| Тренер команды U-19 \| Геннадий Нижегородов[7] \| \| Тренер команды U-19 \| Виталий Руденко[7] \| |
| Должность                          | Имя |
| Главный тренер                     | Роман Григорчук |
| Тренер                             | Михаил Савка |
| Тренер                             | Степан Матвиив |
| Тренер                             | Валерий Поркуян |
| Тренер вратарей                    | Андрей Глущенко |
| Старший тренер молодёжного состава | Виктор Гришко |
| Тренер команды U-19                | Александр Бабич |
| Тренер команды U-19                | Геннадий Нижегородов |
| Тренер команды U-19                | Виталий Руденко |